# Fabian Kirchhoff
Fabian Kirchhoff es un deportista alemán que compitió en vela en la clase Europe. Ganó dos medallas en el Campeonato Mundial de Europe, bronce en 2017 y oro en 2018.

## Palmarés internacional
| Campeonato Mundial | Campeonato Mundial      | Campeonato Mundial | Campeonato Mundial |
| Año                | Lugar                   | Medalla            | Clase              |
| ------------------ | ----------------------- | ------------------ | ------------------ |
| 2017               | Blanes (España)         | Medalla de bronce  | Europe             |
| 2018               | Kühlungsborn (Alemania) | Medalla de oro     | Europe             |